# Geonoma stricta
Geonoma stricta är en enhjärtbladig växtart som först beskrevs av Pierre Antoine Poiteau, och fick sitt nu gällande namn av Carl Sigismund Kunth. Geonoma stricta ingår i släktet Geonoma och familjen Arecaceae. Inga underarter finns listade i Catalogue of Life.